# Besse-et-Saint-Anastaise
Besse-et-Saint-Anastaise település Franciaországban, Puy-de-Dôme megyében. Lakosainak száma 1445 fő (2022. január 1.). Besse-et-Saint-Anastaise Saint-Victor-la-Rivière, Chambon-sur-Lac, Compains, Égliseneuve-d’Entraigues, Picherande, Saint-Diéry, Saint-Pierre-Colamine és Valbeleix községekkel határos.

## Népesség
A település népességének változása:
| Lakosok száma | 1497 | 1502 | 1571 | 1504 | 1501 | 1497 | 1476 | 1461 | 1445 |
|               | 2013 | 2015 | 2016 | 2017 | 2018 | 2019 | 2020 | 2021 | 2022 |